# Кенебаев, Керим
Кери́м Кенеба́ев (кирг. Керим Кенебаев; май 1907, Бостери, Семиреченская область — 5 ноября 1938, Чон-Таш, Ворошиловский район) — советский партийный деятель.

## Биография
Родился в селе Бастери Каракольского уезда в киргизской семье дехканина-бедняка. С 1917 года, потеряв родителей, работал пастухом, в 1921—1923 годы воспитывался в Каракольском детдоме.
С 1923 года учился в Казак-Киргизском институте просвещения в Ташкенте, с 1925 — в Киргизском центральном педагогическом техникуме, который окончил в мае 1930 года. В 1928 году принят в ВКП(б).
С мая 1930 по март 1931 возглавлял отдел агитации и массовых кампаний, с марта по сентябрь 1931 — организационный отдел Фрунзенского городского комитета ВКП(б). С сентября 1931 по май 1932 года руководил отделом агитации Киргизского областного комитета ВКП(б). В 1932—1933 годах был 1-м секретарём Алай-Гулчинского райкома ВКП(б), затем до апреля 1937 — 1-м секретарем Кагановичского райкома ВКП(б).
В апреле-мае 1937 года возглавлял отдел руководящих партийных органов Киргизского обкома ВКП(б), с мая по октябрь 1937 года был заместителем 1-го секретаря Фрунзенского горкома Компартии (большевиков) Киргизии.
С 16 июня 1937 по 24 февраля 1938 — член ЦК КП(б) Киргизии, а с 10 октября 1937 по 24 февраля 1938 — 2-й секретарь ЦК КП(б) Киргизии. С 7 ноября 1937 по 20 февраля 1938 года исполнял обязанности 1-го секретаря ЦК КП(б) Киргизии.
20 октября 1937 на заседании бюро ЦК КП(б) Киргизии рассматривалось заявление (донос) «бывшего члена партии и работника Фрунзенского горплана Сметанова», в котором утверждалось, что К. Кенебаев — «буржуазный националист, абдрахмановец, родственник Джиенбаева — они из одного колхоза». 29 ноября 1937 бюро ЦК выразило К. Кенебаеву «политическое недоверие», отметив, что «допустил политические ошибки, слепо доверял Аммосову и занимал примиренческую позицию при решении вопроса о его снятии, защищал на бюро Дулатова, оказавшегося контрреволюционным буржуазным националистом». Вместе с тем «бюро считает, что допущенные ошибки объясняются неопытностью и излишней доверчивостью к Аммосову».
12 декабря 1937 был избран депутатом (от Киргизской ССР) Совета Национальностей Верховного Совета СССР I созыва.
В марте 1938 года был выведен из состава Секретариата ЦК КП(б) Киргизии, работал начальником отдела конного хозяйства в Наркомате сельского хозяйства Киргизии. 7 апреля был арестован как «враг народа» и исключён из партии.
В соответствии со «списком лиц, подлежащих суду Военной коллегии Верховного суда СССР по Киргизской ССР» по 1-й категории, утверждённым 12 сентября 1938 года, расстрелян 5 ноября 1938 года в Чон-Таше в 30 км от города Бишкек. Останки 137 кыргызстанцев 19 национальностей, расстрелянных в Чон-Таше в ноябре 1938, были выявлены в 1991 году и 30 августа 1991 года перезахоронены с государственными почестями в Мемориальном комплексе жертвам репрессий «Ата-Бейит» («Кладбище отцов») в селе Чон-Таш, в 100 м от раскопок.
Реабилитирован в 1957 году.

### Семья
Женa — Идаят Раимбаева;
- приёмная дочь — Нургул[3].

## Комментарии
1. ↑  По другим данным — заместитель заведующего отделом[1].
2. ↑  Ныне — село имени Суйменкула Чокморова в Аламудунском районе Чуйской области.
3. ↑  В «Ата-Бейите» его фамилия неправильно записана как Кененбаев[3].